# Рудники Шантобінської групи
Рудники Шантобінської групи – сукупність підприємств з видобутку урану, які вели розробку родовищ Балкашинського рудного району (Акмолинська область Казахстану).
Розробку розташованих поблизу селища Шантобе родовищ вело Рудоуправління №1 Цілинного гірничо-хімічного комбінату. Першим в 1957-му році став до ладу кар’єр, який вели видобуток з Балкашинського родовища. Воно відносилось до малих і до 1968-го року було випрацьоване, при цьому глибина кар’єру досягнула 100 метрів і було переміщено 3,5 млн м3 скельних ґрунтів.
В 1959 – 1962 за дві сотні метрів від Балкашинського кар’єру вели роботи у розвідувальній шахті №3, яка досягнула глибини у 120 метрів. Із шахти вдалось вилучити певні обсяги уранової руди, проте прогнози щодо наявності тут запасів не підтвердились в повному обсязі. Втім, шахта №3 успішно діяла в системі осушки Балкашинського кар’єру.
В 1963 – 1964 роках за допомогою розвідувальної шахти №4 та штольні виявили малі родовища Дергачівське та Ольгинське. В подальшому для розробки Дергачіського додатково спорудили шахту №8, яка разом з шахтою №4 та штольнею на Ольгинському утворила рудник №10.
В 1964-му за допомогою розвідувальної шахти №5 відкрили значне родовище Схід (запаси урану 20 тисяч тон), для розробки якого створили рудник №11. В 1966-му тут почалась проходка шахтних стовбурів №7 та №9, крмі того, з 1968-го почалось спорудження капітальних виробіток через стовбур шахти №5. У 1977-му родовище Схід вийшло на повну потужність.
В 1978 році стартували підготовчі роботи під проведення підземного блочного вилужнювання на ще одному майданчику рудника №11 – шахті №10, що призначалась для розробки родовища Звьоздноє. Також у складі рудника №11 діяла шахта №11, через яку розробляли родовище Тушинське. Є відомості, що розташовані у витягнутому на 6 км шахтному полі родовища Схід, Звьоздноє та Тушинське були сполучені підземними гірськими виробітками задля створення спільної системи водовідливу та вентиляції.
Продукція рудників після проходження через розташовану у тому ж Шантобе збагачувальну фабрику відправлялась на гірничометалургійний завод Цілинного ГХК. Окрім урану з руди також вилучали молібден.
На тлі краху планової економіки та припинення радянської ядерної програми комбінат потрапив у складне становище та припинив видобуток. Втім, рудники Шантобе не були ліквідовані і в 2004-му відновили роботу у складі компанії «Казатомпром», при цьому видобуток вели з родовищ Схід та Звьоздноє.
В 2013 (за іншими даними – 2014) році унаслідок падіння світових цін на уран рудники Шантобе знову зупинили. При цьому станом на 2023 рік вони перебували під охороною та мали придатне для подальшого використання обладнання.